# La foresta dei dannati
La foresta dei dannati (Forest of the Damned) è un film del 2005 diretto da Johannes Roberts.

## Trama
Cinque amici decidono di fare una gita tra i boschi con un vecchio furgoncino mezzo rotto. Durante il viaggio l'autista del furgoncino, per un colpo di sonno, investe una ragazza che transitava nella strada. Per colpa di questo incidente il furgoncino si rompe e i cinque amici rimangono soli in mezzo al bosco con una ragazza ferita sperando che qualcuno passi di lì per soccorrerli.

## Sequel
La foresta dei dannati ha avuto un seguito: Forest of the Damned 2 del 2011.